# Răzvan Cociș
Răzvan Cociş (Cluj-Napoca, Rumanía, 19 de febrero de 1983) es un futbolista rumano. Juega de centrocampista y su equipo actual es el Chicago Fire.

## Biografía
Cociş, centrocampista que puede jugar de delantero, empezó su carrera profesional en el U Cluj. Con este club debuta en la Liga II en la temporada 01-02. Aunque esa temporada solo disputa tres encuentros, en las siguientes, poco a poco, va entrando en las alineaciones de forma más habitual.
En 2004 ficha por el FC Sheriff Tiraspol moldavo. En este equipo permanece dos temporadas en las que gana dos Ligas y una Copa de Moldavia.
En 2006 se marcha a jugar a Rusia con su actual club, el Lokomotiv de Moscú, donde firma un contrato hasta finales de 2009. Debuta en la liga rusa el 11 de noviembre de 2007 en un partido contra el FC Kubán Krasnodar. Con este equipo se proclama campeón de Copa en su primera temporada.

## Selección nacional
Ha sido internacional con la Selección de fútbol de Rumania en 37 ocasiones. Su debut como internacional se produjo el 17 de agosto de 2005 en un partido contra Andorra. Anotó su primer tanto con la camiseta nacional en 2006 contra Armenia.
Fue convocado para participar en la Eurocopa de Austria y Suiza de 2008, donde jugó los tres partidos que su selección disputó en el torneo, dos de ellos saliendo como titular.

## Clubes
| Club                | País           | Año         |
| ------------------- | -------------- | ----------- |
| U Cluj              | Rumania        | 2001 - 2004 |
| FC Sheriff Tiraspol | Moldavia       | 2004 - 2006 |
| FC Lokomotiv Moscú  | Rusia          | 2006 - 2009 |
| FC Timişoara        | Rumania        | 2010        |
| Al-Nassr            | Arabia Saudita | 2010 - 2011 |
| FC Karpaty Lviv     | Ucrania        | 2011        |
| FC Rostov           | Rusia          | 2011 - 2013 |
| FC Hoverla Uzhhorod | Ucrania        | 2013 - 2014 |
| Chicago Fire        | Estados Unidos | 2014 - 2016 |

Los están tratando de comprar en 2017

## Títulos
- 2 Ligas de Moldavia (FC Sheriff Tiraspol, 2005 y 2006)
- 1 Copa de Moldavia (FC Sheriff Tiraspol, 2006)
- 1 Copa de Rusia (Lokomotiv de Moscú, 2007)